# Реактив Манделина
Реакти́в Манделина — реактив, применяемый в аналитической и токсикологической химии для качественного обнаружения алкалоидов и других азотистых оснований. 

## Состав и применение
В состав реактива Манделина входят ванадат аммония и концентрированная серная кислота. Соотношение компонентов в реактиве — 200 миллилитров серной кислоты на 1 грамм ванадата аммония. Обычно считается, что для корректного обнаружения реактив должен быть свежеприготовленным. Для обнаружения производных фенотиазина используют спектры поглощения в ультрафиолетовом и видимом диапазонах продуктов их окисления реактивом Манделина. Также реактив Манделина используется в качестве проявляющего вещества при обнаружении психоактивных компонентов курительных смесей.
Некоторые вещества, дающие цветную реакцию с реактивом Манделина:
| Вещество            | Окраска                                                    |
| ------------------- | ---------------------------------------------------------- |
| СР47,497            | Фиолетовая, переходящая в фиолетово-коричневую             |
| JWH-018             | Фиолетовая, переходящая в фиолетово-коричневую             |
| JWH-073             | Фиолетовая, переходящая в фиолетово-коричневую             |
| JWH-250             | Фиолетово-красная                                          |
| N,N-диэтилтриптамин | Серо-зелёная, переходящая в жёлтую                         |
| Аминазин            | Зелёная, переходящая в пурпурную                           |
| Апоморфин           | Сине-зелёная                                               |
| Бруцин              | Красная, переходящая в жёлтую                              |
| Героин              | Фиолетовая                                                 |
| Дионин              | Зелёная                                                    |
| Дипразин            | Зелёная, переходящая в пурпурную                           |
| Кодеин              | Зелёная, переходящая в синюю                               |
| Морфин              | Фиолетовая                                                 |
| Наркотин            | Красная, переходящая в бурую, а затем в фиолетовую         |
| Папаверин           | Сине-фиолетовая                                            |
| Стрихнин            | Фиолетовая, переходящая в сине-фиолетовую, затем в красную |
| Тизерцин            | Красно-фиолетовая                                          |